# Spokane-i Egyetem
A Spokane-i Egyetem bölcsészettudományi magánintézmény volt az Amerikai Egyesült Államok Washington államának Spokane városában.
A papképző intézményt 1912-ben alapították B. E. Utz és W. D. Willoughby. A nagy gazdasági világválság során fennálló pénzügyi problémák miatt 1934-ben a Eugene-i Teológiai Főiskolába (ma Bushnell Egyetem) olvadt. Fennállása alatt 112 férfi és 100 nő szerzett diplomát, valamint 46 férfit szenteltek fel. Az intézmény bölcsészettudományi, művészeti és teológiai kurzusokat is kínált.
Megszűnését követően a campust a Spokane Junior College bérelte az evangélikus egyháztól. Helyén ma egy középiskola található.

## Nevezetes személyek
- Clyfford Still, festő
- George B. Thomas, egyetemi oktató
- Donald H. Magnuson, politikus

## Fordítás
- Ez a szócikk részben vagy egészben  a   Spokane University című angol Wikipédia-szócikk ezen változatának fordításán alapul.  Az eredeti cikk szerkesztőit annak laptörténete sorolja fel. Ez a jelzés csupán a megfogalmazás eredetét és a szerzői jogokat jelzi, nem szolgál a cikkben szereplő információk forrásmegjelöléseként.